# تشارلز ميرسير
تشارلز ميرسير (28 أبريل 1896 - 20 نوفمبر 1965)  (بالإنجليزية: Charles Mercer)‏ هو لاعب كريكت بريطاني (وحمل سابقاً جنسية المملكة المتحدة لبريطانيا العظمى وأيرلندا).